# Ossian (Iowa)
Ossian es una ciudad ubicada en el condado de Winneshiek en el estado estadounidense de Iowa. En el Censo de 2010 tenía una población de 845 habitantes y una densidad poblacional de 294,19 personas por km².

## Geografía
Ossian se encuentra ubicada en las coordenadas 43°8′48″N 91°45′54″O / 43.14667, -91.76500. Según la Oficina del Censo de los Estados Unidos, Ossian tiene una superficie total de 2.87 km², de la cual 2.87 km² corresponden a tierra firme y (0%) 0 km² es agua.

## Demografía
Según el censo de 2010, había 845 personas residiendo en Ossian. La densidad de población era de 294,19 hab./km². De los 845 habitantes, Ossian estaba compuesto por el 98.46% blancos, el 0% eran afroamericanos, el 0% eran amerindios, el 0.24% eran asiáticos, el 0% eran isleños del Pacífico, el 0.71% eran de otras razas y el 0.59% pertenecían a dos o más razas. Del total de la población el 3.31% eran hispanos o latinos de cualquier raza.